# Haivoronka, Terebovlea
Haivoronka (în ucraineană Гайворонка) este o comună în raionul Terebovlea, regiunea Ternopil, Ucraina, formată numai din satul de reședință.

## Demografie
Componența lingvistică a comunei Haivoronka
     Ucraineană (99,61%)
     Alte limbi (0,4%)
Conform recensământului din 2001, majoritatea populației comunei Haivoronka era vorbitoare de ucraineană (99,61%), existând în minoritate și vorbitori de alte limbi.